# 두칸협공
두칸협공은 바둑에서 귀에 걸쳐온 돌을 두칸 간격으로 협공하는 수법이다. 두칸낮은협공과 두칸높은협공으로 나뉜다.